# 一柳直昌
一柳 直昌（ひとつやなぎ なおまさ）は、江戸時代前期から中期にかけての播磨国小野藩の世嗣。

## 生涯
明暦3年（1657年）、一柳直次の次男として誕生。
元禄元年（1688年）7月29日、同母兄である藩主・末礼に男子がなかったため、兄の養子となる。同年9月18日に徳川綱吉に拝謁したが、家督を相続することなく元禄14年（1701年）6月20日に没した。享年45。麻布の妙祝寺に葬られた。
『寛政譜』によれば、正室である清閑寺熈定の娘との間に1男1女がある（ほかに側室との間に1女）。のちに長男・末昆が小野藩嫡子となった。

## 備考
- 元禄年間成立と考えられる『土芥寇讎記』では兄の末礼（末朝）が酷評されているが、批判のひとつとして同腹の弟である「猪右衛門」が藩政への参加を望んでも用いず、蟄居させたというものがある[2]。